# Club Balonmano Ciudad de Logroño

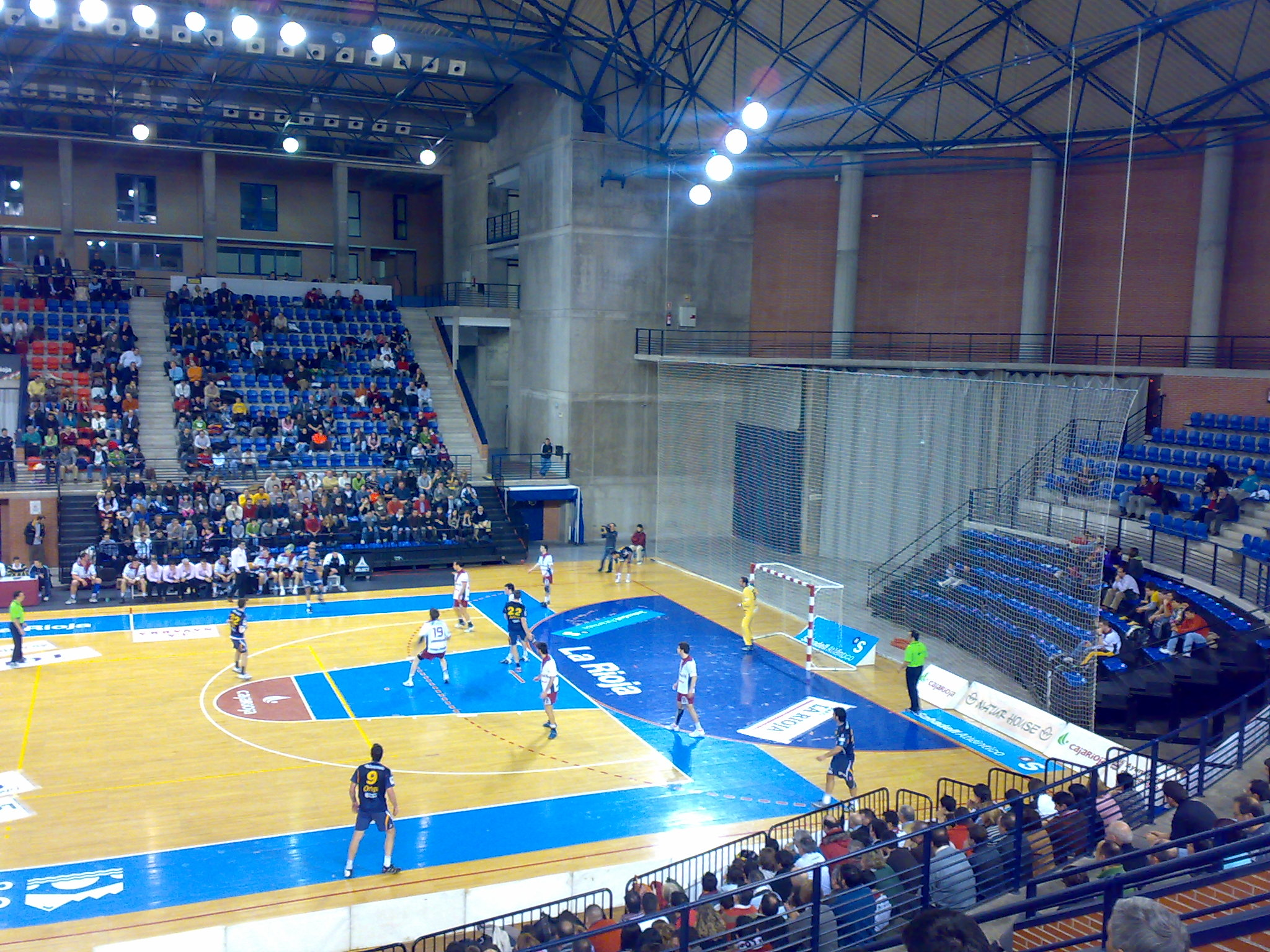
Partit entre el Naturhouse i el CAI al Palau dels Esports de Logronyo.

El Club Balonmano Ciudad de Logroño és un equip professional d'handbol creat el 2003 a la ciutat de Logronyo (La Rioja). Des de 2006 competeix en la lliga ASOBAL, la màxima categoria estatal.

## Història
L'any 2003, un grup de veterans practicants de l'esport de l'handbol a La Rioja van decidir promocionar aquest esport en la seva comunitat. Comença la seva singladura la temporada 2003-2004 en la Primera Divisió, aprofitant la plaça que cada federació territorial té reservada per a aquesta competició. Es va aconseguir entrar en la fase d'ascens a Divisió d'Honor "B", l'avantsala de la Lliga ASOBAL, i, malgrat no obtenir l'ascens en aquesta fase, gràcies a un acord amb el FC Barcelona, pel qual assumia els seus drets, va obtenir finalment plaça en aquesta categoria. Finalment, la temporada 2005-2006 s'aconsegueix l'anhelat ascens a ASOBAL, en quedar en segon lloc de la Divisió d'Honor "B".
La temporada 2006-07, després d'un any d'alts i baixos, va aconseguir la permanència a l'ASOBAL en l'última jornada, després de derrotar el BM Altea i caure derrotat el Teka Cantàbria. L'any següent, en la seva segona temporada en la màxima divisió, va aconseguir de nou quedar-se en llocs de permanència, acabant tretzè en la classificació general. La temporada 2008-09 va aconseguir la setena plaça, la qual cosa, al costat de la victòria del Pevafersa Valladolid en la Recopa d'Europa, fa que en la següent temporada disputés la Copa EHF.
El 15 de novembre de 2009 es produeix el seu debut en competició internacional, davant l'Estrella Roja de Belgrad, aconseguint empatar a 30 en camp contrari. En el partit de tornada, va aconseguir passar als vuitens de final, després de derrotar a l'equip serbi per 33-26. Després de derrotar en la segona ronda el Haukar islándès, en quarts de final es va desfer del Dunkerque. Ja en semifinals, es va enfrontar al TBV Lemgo de la potent Bundesliga, derrotant-los en el partit d'anada 30-25, però caient en el partit de tornada per 34-26, resultat que el va deixar fora de la gran final. L'any següent, va tornar a repetir experiència en la mateixa competició continental, la Copa EHF, caient novament en la penúltima ronda, davant un altre equip alemany, el Frisch Auf Göppingen.
Durant la temporada 2013/2014 disputa per primera vegada en la seva història la EHF Champions League, experiència que repetirà en la temporada 2014/2015 arribant a vuitens de final i novament en la 2015/16.

## Camp de joc
El Ciutat de Logronyo disputa els seus partits en el Palau dels Esports de La Rioja, que té una capacitat de 3.851 espectadors.

## Dorsals retirats
- 12 Gurutz Aginagalde (2005-2018)
- 17 Rubén Garabaya (2010-2017)